# Pliopithecoidea
Los pliopitecoideos (Pliopithecoidea) son una superfamilia extinta de primates catarrinos basales que existió durante el Mioceno en África, Europa y Asia, de la cual no se conocen descendientes. Se considera un clado basal de los catarrinos y se cree que evolucionaron y diversificaron de modo paralelo a los ancestros de los catarrinos actuales, hasta su desaparición hace aproximadamente 7 millones de años.
Se conocen fósiles pertenecientes a esta superfamilia, desde Uganda, hasta el sur de Francia y China, rango en el que existió entre hace 17 y 7 millones de años.

## Características físicas
El grupo fue diverso y exitoso, con un rango amplio de tamaño, el cual oscilaba entre 3 y 20 kg. Su dieta también era diversa y comprendía desde regímenes frugívoros hasta folívoros altamente especializados. Su aspecto, diversidad y adaptaciones se asemejaban a los de los platirrinos de América del Sur. Las especies más pequeñas, probablemente adoptaron una postura similar a los monos actuales, con habilidad para desplazarse sobre la copa de los árboles.

## Clasificación
- Orden Primates Linnaeus, 1758
  - Infraorden Catarrhini E´. Geoffroy Saint-Hilaire, 1812
    - Superfamilia Pliopithecoidea Zapfe, 1960
      - Familia Pliopithecidae Zapfe, 1960[2]
        - Subfamilia Dionysopithecinae
          - Género Dionysopithecus Li, 1978
          - Género Platodontopithecus Li, 1978

        - Subfamilia Pliopithecinae Zapfe, 1960
          - Género Pliopithecus Gervais, 1849
          - Género Epipliopithecus Zapfe & Hürzeler, 1957
          - Género Egarapithecus Moyà-Solà et al., 2001

      - Familia Crouzeliidae
        - Subfamilia Crouzeliinae
          - Género Plesiopliopithecus Zapfe, 1961
          - Género Anapithecus Kretzoi, 1975
          - Género Laccopithecus Wu & Pan, 1984

      - Familia incertae sedis
        -           - Género Paidopithex Pohlig, 1895